# Hewlett-Packard
Hewlett-Packard (algemeen bekend als HP) is een van de grootste Amerikaanse technologiebedrijven en telde in 2014 zo'n 300.000 medewerkers. Het leveringsprogramma loopt van eenvoudige elektronica-onderdelen tot software en dienstverlening. HP behoort al jaren tot de top drie van computerleveranciers. Per 1 november 2015 is het bedrijf opgesplitst in twee aparte bedrijven: Hewlett Packard Enterprise (HPE) en HP Inc (HPQ).

## Geschiedenis
HP is begonnen in een garage in Palo Alto, waar William (Bill) Hewlett en David (Dave) Packard wetenschappelijke instrumenten maakten. Op 1 januari 1939 richtten ze een vennootschap op met een startkapitaal van 538 dollar. De volgorde van hun achternamen in de bedrijfsnaam werd bepaald door een muntje op te gooien. De garage geldt tegenwoordig als geboorteplaats van Silicon Valley.
Hun allereerste product was een oscillator voor de Walt Disney Studios die gebruikt werd bij de soundtrack van Fantasia. Tijdens de Tweede Wereldoorlog leverde het bedrijf radio's, sonars, radars en andere apparatuur voor zee- en luchtvaart.
HP is bekend wegens een groot aantal verschillende producten waaronder printers (merkennamen: DeskJet, LaserJet, Photosmart), meetinstrumenten (zoals oscilloscopen), computers (van draagbare terminals tot servers) (merknamen: ZBook, EliteBook, ProBook,  Envy, Pavilion, Presario, ProLiant, Integrity, NonStop), digitale camera's, pda's (merknaam: iPAQ), en managementsoftware. HP werd vooral bekend door zijn rekenmachines. Een model uit 1968 wordt wel beschouwd als 's werelds eerste personal computer, maar HP noemde het een rekenmachine, om te voorkomen dat door de klanten zou worden beweerd dat het apparaat op een IBM-computer leek. Begin jaren tachtig bracht HP daadwerkelijk een pc uit. In eerste instantie waren HP-pc's bedoeld voor het bedrijfsleven en universiteiten. In 1984 bracht HP ook de eerste kleine laserprinters en inkjetprinters uit. In de jaren negentig richtte het bedrijf zich meer op particulieren.
In 1999 verzelfstandigde HP de oorspronkelijke instrumentproductieafdeling van HP, die in 1939 door William Hewlett en Dave Packard was gesticht, tot het bedrijf Agilent Technologies. Ook in de jaren tachtig had HP al enkele andere bedrijfsonderdelen tot succesvolle zelfstandige bedrijven gemaakt.
In maart 2002 staakte HP de productie van rekenmachines. In hetzelfde jaar nam het bedrijf Compaq over waarmee ze ook het erfgoed van Digital Equipment Corporation verkregen. Op 9 februari 2005 stapte Carly Fiorina op als voorzitter van de raad van bestuur en als chief executive officer (CEO). Ze was in 1999 bij HP komen werken. Robert P. Wayman nam haar functies tijdelijk waar, tot Mark Hurd, voorheen CEO van NCR, op 1 april de nieuwe baas van HP werd.
Sinds 2008 produceert HP geen digitale camera's meer. HP wil meer gaan investeren in printtechnologieën en het aanbieden van een digitale afdrukservice. Waarschijnlijk gaat een ander bedrijf camera's produceren onder het beeldmerk van HP.

### Splitsing bedrijf
Op 1 november 2015 is het bedrijf opgesplitst in twee aparte bedrijven; Hewlett Packard Enterprise (HPE) en HP Inc. De laatste richt zich op de personal systems en printermarkt en HPE op de server-, opslag-, software- en servicemarkten. De twee onderdelen zijn ongeveer even groot wat omzet betreft, maar HPE is meer winstgevend en laat een hogere groei zien. In 2014 realiseerde HP’s printerdivisie een omzet van $ 56 miljard met een winst van $ 4,8 miljard; de zakelijke IT-dienstverlening had een omzet van $ 55,6 miljard en een winst van $ 5,9 miljard.
In aanloop naar de splitsing zouden circa 30.000 banen verdwijnen, zo maakte HP in september 2015 bekend. Dat was zo’n 10% van de 302.000 werknemers die HP telde. Bij HP Inc. verdwijnen 3300 banen en bij HPE tussen de 25.000 en 30.000. HPE, waar na de splitsing ongeveer een kwart miljoen mensen werkt, zet fors in op het verplaatsen van arbeid naar lagelonenlanden. In 2018 moest ongeveer 60% van het personeel van HPE daar aan het werk zijn.
Op 2 november 2015 werd de splitsing een feit. Vanaf die dag staan er twee HP bedrijven genoteerd op de beurs. HPE wordt geleid door de voormalige Hewlett-Packard CEO Meg Whitman en HP Inc. heeft Dion Weisler als CEO.
In november 2019 werd Dion Weisler opgevolgd door Enrique Lores (Engelse Wikipedia) als CEO van HP Inc. Dion Weisler trad af vanwege "een gezondheidsaangelegenheid in de familie".

## Overnames en fusies
HP heeft met enige regelmaat kleine en grotere bedrijven overgenomen om ofwel hun marktaandeel te vergroten of om geheel nieuwe producten te kunnen toevoegen aan hun portfolio.

### Compaq
In 2002 werd Compaq overgenomen. HP bood $25 miljard in geld en HP aandelen voor het bedrijf. Toenmalige CEO Carly Fiorina wilde van HP een van de grootste computerfabrikanten maken. Was bij het grote publiek HP wellicht beter bekend als printerfabrikant, de overname van Compaq maakte van HP direct een marktleider in de servermarkt en pc-markt. Door de overname verdubbelde nagenoeg de jaaromzet van HP van $ 47 miljard naar zo’n $87 miljard. Het personeelsbestand steeg naar 145.000.  Door deze overname haalde HP niet alleen het merk Compaq in huis, maar ook Digital Equipment Corporation en Tandem Computers. Daarvoor, in 1992, had HP al de computerdivisie van Texas Instruments in huis gehaald.

### Autonomy
In augustus 2011 maakte HP de koop bekend van het Britse softwarebedrijf Autonomy, een leverancier van infrastructuursoftware voor ondernemingen die webgebaseerde clouddiensten leveren. Het betreft de grootste overname van een softwarebedrijf ooit door HP gedaan. Met deze overname komt HP’s CEO Leo Apotheker zijn belofte na om HP een grotere speler te maken op het gebied van zakelijke software. In 2010 haalde Autonomy een omzet van $ 870 miljoen. HP betaalde $ 10,3 miljard ofwel ruim tienmaal de omzet van Autonomy.
In 2012 beschuldigde het bestuur van HP het voormalige management van Autonomy van een reeks financiële fouten. HP nam in dat jaar een bijzondere last van $ 8,8 miljard en schreef daarmee in een keer de totale waarde van Autonomy af. Van dit bedrag was zo’n $ 5 miljard het gevolg van dubieuze financiële informatie tijdens de koop en de rest is een waardevermindering omdat de positieve vooruitzichten die er waren voor dit onderdeel niet waar kunnen worden gemaakt. Het voormalige bestuur van Autonomy ontkent de aantijgingen. HP heeft de zaak voor de rechter gebracht in 2015. In augustus 2024 werd in San Francisco de verkoper Mike Lynch vrijgesproken van fraude. Een Britse rechter had hem in mei 2023 al aan de Verenigde Staten uitgeleverd. Mike Lynch verdronk bij het vieren van zijn Amerikaanse overwinning als passagier op zijn eigen zeiljacht Bayesian op 19 augustus 2024 vlak voor de Siciliaanse kust na een plotselinge hevige storm. Twee dagen later werd zijn lichaam geborgen. De Britse variant op de rechtszaak verliep minder voorspoedig. Na zijn dood moesten zijn erven en zakenpartner in juli 2025 alsnog £ 740 miljoen betalen aan HPE.

### SimpliVity
In januari 2017 nam Hewlett Packard infrastructuurspecialist SimpliVity voor 650 miljoen dollar over. Simplivity is een bedrijf in de sector van de hyperconverged infrastructure appliance (HCIA). Met HP Enterprise was HP al actief in dat domein.

### Overige
HP heeft verder bedrijven overgenomen die actief zijn op het gebied van software, dienstverlening en in de communicatiemarkt. Enkele spraakmakende voorbeelden zijn:
| Bedrijf                                               | Datum            | Marktgebied/producten      | Land   | Overnamesom    | Bron   |
| ----------------------------------------------------- | ---------------- | -------------------------- | ------ | -------------- | ------ |
| IT divisie Procter & Gamble                           | 6 mei 2003       | Informatie Technologie     | VS     | $ 3 miljard    | [ 18 ] |
| Snapfish                                              | 15 april 2005    | foto-sharing               | VS     | -              | [ 19 ] |
| SciTex Vision                                         | 1 november 2005  | printing                   | Israël | $ 230 miljoen  | [ 20 ] |
| Peregrine Systems                                     | 19 december 2005 | zakelijke software         | VS     | $ 425 miljoen  | [ 21 ] |
| Mercury Interactive                                   | 7 november 2006  | zakelijke software         | VS     | $ 4,5 miljard  | [ 22 ] |
| NUR Marcorprinters                                    | maart 2008       | printing                   | VS     | $ 0,5 miljard  | [ 23 ] |
| Electronic Data Systems/EDS nu HP Enterprise Services | 26 augustus 2008 | IT consultancy en diensten | VS     | $ 13,9 miljard | [ 24 ] |
| Lefthand Networks                                     | 2008             | storage                    | VS     | $ 360 miljoen  | [ 25 ] |
| 3Com                                                  | 12 april 2010    | networking                 | VS     | $ 2,7 miljard  | [ 26 ] |
| Palm, Inc.                                            | 1 juli 2010      | mobiele telefonie/ PDA's   | VS     | $ 1,2 miljard  | [ 27 ] |

## Resultaten
De omzet van HP ligt al langere tijd boven de $ 100 miljard op jaarbasis. In 2012 werd een zwaar verlies geleden, vooral als een gevolg van bijzondere afschrijvingen, met name op de waarde van Autonomy. Van de totale omzet werd in 2014 zo'n twee derde behaald buiten de Verenigde Staten. Jaarlijks wordt iets meer dan $ 3 miljard besteed aan R&D, dat is zo'n 2,5% à 3% van de omzet. Er werkten iets meer dan 300.000 mensen voor HP in 2014.
| Jaar | Omzet | EBIT  | Netto- resultaat |
| ---- | ----- | ----- | ---------------- |
| 2009 | 114,6 | 10,3  | 7,7              |
| 2010 | 126,0 | 11,5  | 8,8              |
| 2011 | 127,3 | 9,7   | 7,1              |
| 2012 | 120,5 | -11,1 | -12,7            |
| 2013 | 112,3 | 7,1   | 5,1              |
| 2014 | 111,5 | 7,2   | 5,0              |

## Bestuurswisselingen

### Aftreden CEO Mark Hurd
Op 6 augustus 2010 maakte het bedrijf bekend dat de bestuursvoorzitter en voorzitter van de raad van bestuur Mark Hurd met onmiddellijke ingang aftrad en dat de CFO Cathie Lesjak zijn taak als CEO tijdelijk waarneemt, maar ze is niet beschikbaar om deze rol permanent te vervullen. Naar eigen zeggen is ze echt een CFO en ambieert geen rol als CEO.
Eerder dat jaar was er een klacht over seksuele intimidatie van Hurd t.o.v. een mevrouw die eerder via een extern bedrijf bij HP had gewerkt. Onderzoek door een extern juridisch bureau bracht aan het licht dat er weliswaar geen sprake was geweest van seksuele intimidatie ten opzichte van die dame, maar dat de twee wel een verhouding hadden gehad en dat Hurd hierbij een aantal regels zwaar had overtreden. Hij verzweeg de relatie en diende valse declaraties in die te maken hadden met deze relatie. Ook werd geconcludeerd dat Hurd zeer ernstige inschattingsfouten had gemaakt en dat zijn positie daardoor onhoudbaar was geworden. Om een langdurige juridische procedure te voorkomen, die schadelijk zou zijn voor het imago van de onderneming, hebben de partijen een akkoord bereikt waarbij Hurd een riante gouden handdruk of ontslagvergoeding uitbetaald krijgt.

### Leo Apotheker
In september 2010 werd Leo Apotheker aangesteld als nieuwe CEO na het vertrek van Mark Hurd. De benoeming van de voormalig topman van SAP leidde tot negatieve reacties in de markt. Apotheker heeft een software-achtergrond terwijl het grootste deel van de omzet van HP bestaat uit hardware; slechts 2% was software. Apotheker wordt gezien als een groot strateeg, maar communiceert slecht. Bij SAP werd hij al na zes maanden als CEO ontslagen.
In augustus 2011 maakte Apotheker een belangrijke koerswijziging bekend; HP zou de PC-divisie gaan afstoten en voor ruim $10 miljard het Britse Autonomy overnemen. De beleidswijziging kwam als een grote verrassing en de beurskoers zakte direct met 25% na deze aankondiging. Apotheker werd in september 2011 ontslagen. Zijn positie was onhoudbaar geworden nadat hij stuntelde in de besluitvorming en communicatie over de nieuwe bedrijfsstrategie. Ondanks zijn negatieve effect op het bedrijf en de aandelenkoers kreeg Apotheker een vertrekpremie mee van in totaal € 9,7 miljoen.
Zijn opvolger is Meg Whitman, zij leidde van 1998 tot 2008 eBay.

## Internationale politiek
- In november 2016 behoorde HP tot de honderden grote Amerikaanse ondernemingen die in een open brief president-elect Donald Trump vroegen klimaatverandering aan te pakken door de klimaatovereenkomst van Parijs van 2015 te implementeren.[33]
- HP levert ook aan Israël.[34] Zij levert hoogwaardige informatietechnologie aan het Israëlische gevangeniswezen, het Ministerie van Defensie, het Israëlische defensieleger en op de Westelijke Jordaanoever gelegen settlements als Betar Illit en Ariël.[35]
- HP had eerder te maken met de anti-apartheidsbeweging. Zij trok zich in 1989 terug uit Zuid-Afrika.
- Een Amerikaanse wet noodzaakte het concern zich in 1996 terug te trekken uit Myanmar.